# Phacellocerina seclusa
Phacellocerina seclusa är en skalbaggsart som beskrevs av Lane 1964. Phacellocerina seclusa ingår i släktet Phacellocerina och familjen långhorningar. Inga underarter finns listade i Catalogue of Life.